# Цинния (шлюп)
«Цинния» (англ. Zinnia) — бельгийский корабль охраны рыболовства, бывший британский шлюп, построенный в период Первой мировой войны.
19 апреля 1920 года приобретен Бельгией и в июне 1920 года введен под тем же названием в состав Корпуса миноносцев и моряков. С 1927 года использовался как корабль охраны рыболовства и был полностью разоружен.
18 мая 1940 года захвачен немцами в Антверпене и прошёл ремонт и капитальную перестройку на верфи «Cockerill», войдя в состав германского, флота в качестве эскортного корабля «Barbara» с вооружением из 3×1 105-мм/45 орудий и 4×2 37-мм/83 и 3×4 20-мм/65 автоматов, при этом ЭУ осталась старой — паровой машиной с угольными котлами.
В 1945 году возвращен Бельгии и вновь введен в строй под названием «Брейдель» (нидерл. Breydel). Сдан на слом в 1952 году.